# Byrsonima nitidissima
Byrsonima nitidissima là một loài thực vật có hoa trong họ Malpighiaceae. Loài này được Kunth mô tả khoa học đầu tiên năm 1822.